# Delphinium medogense
Delphinium medogense är en ranunkelväxtart som beskrevs av Wen Tsai Wang. Delphinium medogense ingår i släktet storriddarsporrar, och familjen ranunkelväxter. Inga underarter finns listade i Catalogue of Life.